# Hammer of the North
Albums de Grand Magus
Iron Will
(2008) The Hunt
(2012)
Hammer of the North est le cinquième album du groupe suédois de heavy metal Grand Magus, publié le 23 juin 2010, par Roadrunner Records.

## Liste des chansons
Toutes les chansons sont écrites et composées par Grand Magus.
| No  | Titre                        | Durée |
| --- | ---------------------------- | ----- |
| 1.  | I, the Jury                  | 4:15  |
| 2.  | Hammer of the North          | 5:13  |
| 3.  | Black Sails                  | 5:08  |
| 4.  | Mountains Be My Throne       | 3:46  |
| 5.  | Northern Star                | 4:19  |
| 6.  | The Lord of Lies             | 6:14  |
| 7.  | At Midnight They'll Get Wise | 3:45  |
| 8.  | Bond of Blood                | 4:44  |
| 9.  | Savage Tales                 | 4:42  |
| 10. | Ravens Guide Our Way         | 5:52  |